# Lotte Bjerre Knudsen
Lotte Bjerre Knudsen, född 10 mars 1964, är en dansk forskare som ledde forskargruppen som utvecklade läkemedel med liraglutid och semaglutid hos företaget Novo Nordisk. Hon är även vetenskaplig chefsrådgivare på Novo Nordisk.
Knudsen tog examen från Danmarks tekniska högskola i kemi 1989. Hon var nyexaminerad när hon kom till Novo Nordisk och det var här hon deltog i en forskargrupp som undersökte hormonet GLP-1, som Jens Juul Holsts forskargrupp på Köpenhamns Universitet hade upptäckt några år tidigare. När Knudsen kom tillbaka efter sin föräldraledighet 1994 hade gruppen blivit mindre, men hon lyckades få igenom ett projekt som letade efter GLP-1-analoger. Hon och hennes grupp publicerade en studie om dessa år 2000 och senare kunde de visa på viktminskningar hos råttor med ämnet NN2211 som sedan fick namnet liraglutid.